# 花畑屋敷跡
花畑屋敷跡（はなばたやしきあと）は、江戸時代に現在の熊本県熊本市中央区花畑町にあった熊本藩の大名屋敷跡で、肥後国を領した近世大名加藤氏・細川氏の屋敷として使用され、史料には「御花畠」として見える。都市化が進んだ現在、屋敷南西部にあった庭園築山の一部が緑地として残り、「花畑公園」として市民に緑陰を提供している。

## 概要
「御花畠」屋敷は、熊本城下の坪井川左岸に加藤清正によって遊興を楽しむための庭園付きの屋敷として慶長15年（1610年）7月頃には作事（建築工事）が行われているので同年中くらいには完成していた。寛永9年（1632年）、肥後の国守として細川氏が入国したが、熊本城本丸の御殿が不便という理由で寛永13年（1636年）６月には花畑屋敷を常の御殿として取立て、以後、庭園や建家の改修や増築を繰り返しながら幕末まで藩主の屋敷として使用した。屋敷の周囲は絵図に「五百一間六尺一寸」（約1,000m）とあり、敷地面積が約5町（約5ha）の広大な屋敷だった。西側に正門があり、北側の坪井川筋に面して舟着場があった。
明治2年（1869年）に新しく屋敷が建てられたが、翌年には城内の藩庁が花畑屋敷に移転し、明治4年（1871年）の廃藩置県で鎮西鎮台の本営に提供され、明治10年（1877年）の西南戦争では全焼した。
西南戦争後は、歩兵第23連隊の兵舎用地となり、大正14年（1925年）の連隊移転まで使用された。連隊移転は「上下水道の整備」「路面電車の建設」と並ぶ熊本市の「三大事業」とされ、連隊移転直後には跡地で「熊本市三大事業記念国産共進会」が開催された。その後、跡地は官庁や会社の用地に転用され、昭和4年（1929年）に屋敷西南角にあった庭園の一部のみが「花畑公園」となった。
熊本市は2012年の桜町・花畑地区再開発事業の基本構想で、花畑公園、シンボルプロムナード、旧花畑広場、辛島公園で構成するオープンスペース「花畑広場」を整備することとした。オープンスペース「花畑広場」の工事は2020年1月に着工し、2021年4月に花畑公園が先行して開放された。オープンスペース「花畑広場」は防災機能をもつ公園として整備されており耐震性貯水槽（地下）などが整備されている。

## 沿革
遺跡地はもともと代継神社（四木社）があった場所で、現在の公園内には市指定天然記念物「代継宮跡大クスノキ」と神社碑がある。山崎の地は、慶長10年（1605年）頃作成された「慶長国絵図」には、大きく蛇行した白川の左岸にあった。その直後、加藤清正は白川の直線化や坪井川の流路変更による濠への利用など、大規模な河川改修工事を行い、山崎や高田原に侍屋敷が造成されて白川を外堀とする惣構えの一部に取り込まれることになった。
慶長15年（1610年）7月22日と推定される加藤清正書状に「花畑作事、留守中番等油断無く」といった文言があることから、この年の夏には造成工事が終了して作事（建築工事）に取り掛かっていたことがわかる。『続撰清正記』には「山崎という所に花畑と名付け、色々の花を樹え、泉水を掘り、山を築き、様々な風流を尽し、数寄屋を建てられる」とある。清正は平山城である熊本城の本丸が遊興を楽しむには狭小で大きな池泉も作れないため、坪井川南岸に大規模な本格的庭園を作庭して遊興空間とした。
『肥後国誌』には元和年中の一国一城の令で矢部の愛藤寺城の材木を用いて「華畑ノ亭」の広間を造るという里俗の説を載せるが、愛藤寺城（矢部城）の廃止は清正逝去の翌年の慶長17年（1612年）のことである。
寛永9年（1632年）6月、加藤家二代藩主の忠広が改易となり、12月に小倉藩主の細川忠利が新しい熊本藩主として熊本城に入城した。翌年2月、本丸御殿の修復のため、忠利は一時的に花畑屋敷に転居しているので、藩主が居住できる十分な施設がすでに完備していた。その翌年の寛永11年（1634年）には修復された本丸御殿に戻るものの、寛永13年（1636年）6月1日、「万事に不便」という理由で花畑屋敷を国元での屋敷に定めたとされ、本丸御殿は代替わりの入国時の儀式が行われる程度で、通常の公務や応接などは花畑屋敷で行うことになった。
寛永15年（1638年）4月、細川氏によって作事・作庭が開始された（「御奉行所日帳」）。大工の横山作兵衛が新しい作事を担当し、茶道役初代小堀長左衛門が御庭つくりを担当した。「御奉行所日帳」に「御花畑水道の水を明日から下す…」　とあり、白川左岸の用水から筧（掛井）で右岸の花畑屋敷に導水する水道が完成していて、この頃には庭園も完成していたとみられる。なお、この前年に本丸内の平左衛門屋敷が解体されているので、その材木が花畑屋敷の作事に転用されたと推測されている。
寛永20年（1643年）3月には「御花畑の馬場側が無用心のため番所をおく」とある。馬場とは屋敷の東側に射場とともに設けてあった馬の調練場である。寛文7年（1667年）には外回り作事の工事があり、屋敷の西側にあった表御門から南の塀や長屋塀の改築があった。元禄8年（1695年）には、大工小嶋重三郎によって鹿ノ間・御敷舞台の新築工事が行われていて、対面所となる御書院の前に舞台が建った。舞台が初めての建築か再建か、不明である。
永青文庫には複数の絵図があるが、御広間・御書院・御座の間・御居間といった主要殿舎の配置は、どの絵図にも共通する。加藤時代から踏襲されてきた建築群かどうかの判断はできないが、御殿の伝統的な配置である雁行型とはならずに東西に並列的なのは特徴的で、文久2年（1862年）に御裏・御次・近習方などの作事があるものの、元禄以降には大規模な増改築に関する史料がないので、寛永期の建物が基本的な配置を変更せずに幕末まで存続していた可能性が高いとされている。
庭園は屋敷地の南に大規模かつ複雑に池泉を配した回遊式庭園であったが、池泉に面して「御風呂屋」「御地震屋」を置き、「御居間」の階上に「御物見」を設けるなど庭園鑑賞を楽しむ遊興の要素が強い内容となっていた。また、庭園奥に「萱書院」や板葺の「三階書院」などの離れがあり、仏堂、秋葉社など礼拝の施設も配されていた。
現在公園として残る部分は、同絵図では屋敷の西南角にあたり、絵図では樹形から松や楠とみられる樹木が鬱蒼と生い茂る場所であった。絵図のこの場所には石灯籠が一つ置かれている。

## 参考資料
- 平井聖（監修）、北野隆（編集）『城郭・侍屋敷古図集成　熊本城』至文堂、1993年